# Sântioana, Cluj
Sântioana (în maghiară Vasasszentiván) este un sat în comuna Țaga din județul Cluj, Transilvania, România.

## Date geografice
Pe teritoriul acestei localități se găsesc izvoare sărate, saramura fiind întrebuințată din vechi timpuri de către localnici. Totodată este un loc unde oamenii îmbină tradiția oieritului, acesta fiind un obicei important, dar interesul scade considerabil. Pe teritoriul acestui sat curge un pârâu care izvorăște din lacul de la Țaga. Din acest pârâu oamenii își procurau peștele și irigau zona. În anii 1990-2009 au fost amenajate mai multe lacuri artificiale. Satul este așezat de-a lungul unui drum principal.

## Istoric
Așezarea este atestată în 1305 în forma Szenthyuan. În anul 1602 mercenarii lui Giorgio Basta au pustiit satul și i-au masacrat pe locuitori. În anul 1643 mai puteau fi văzute ruinele fostei biserici romano-catolice. Amintirea acelei biserici a fost păstrată în toponimul „locul bisericii ungurești”. Pietrele de mormânt din jurul bisericii au fost folosite drept spolii și zidite în treptele din curtea dregătorului Károly Torma.

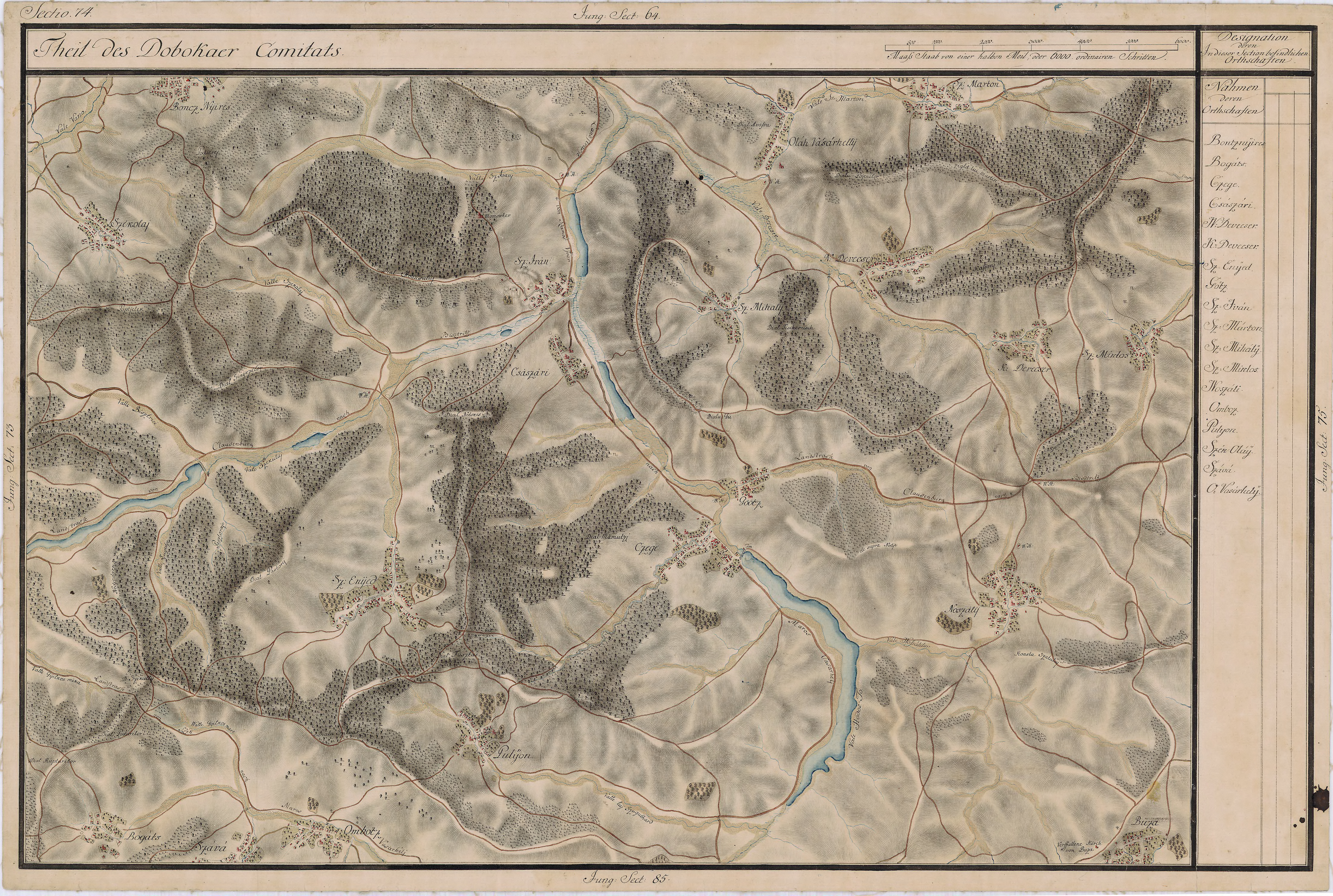
Sântioana pe Harta Iosefină a Transilvaniei, 1769-73

## Personalități
- Ioan-Aurel Pop (n. 1955), istoric, academician, din 2012 rector al Universității Babeș-Bolyai din Cluj, iar din 5 aprilie 2018 este ales președinte al Academiei Române.

## Imagini

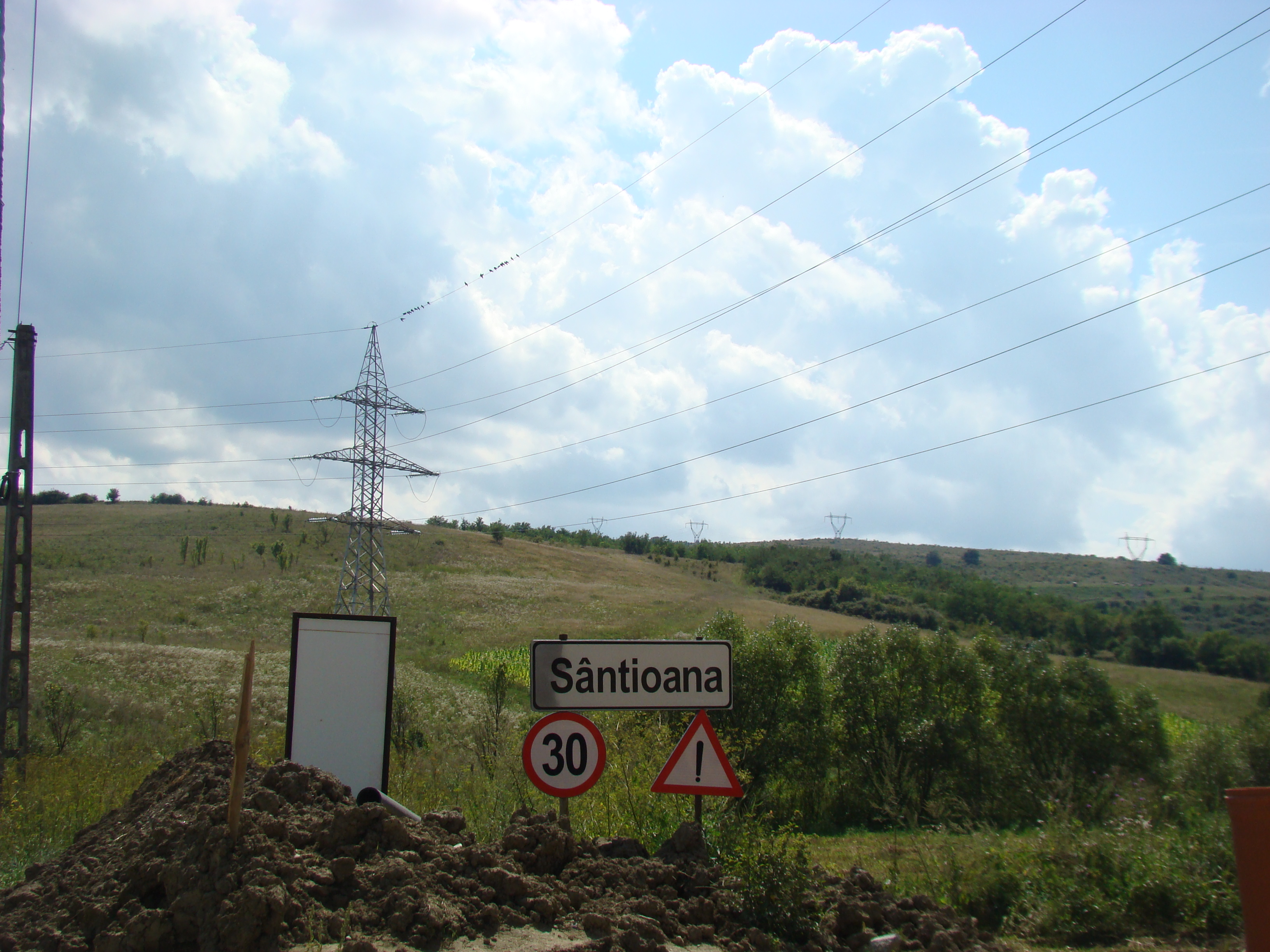
Intrarea în localitate
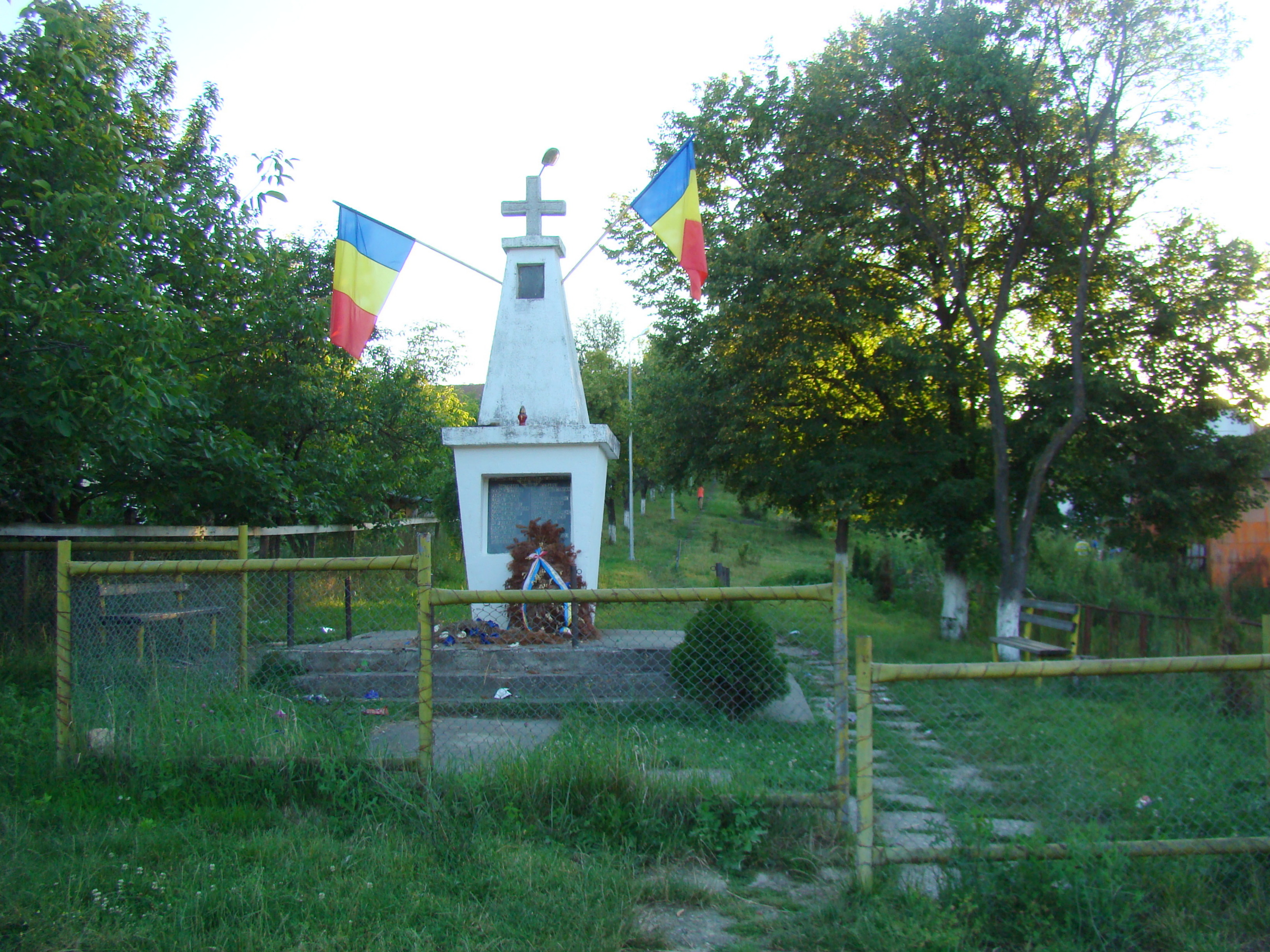
Monumentul Eroilor
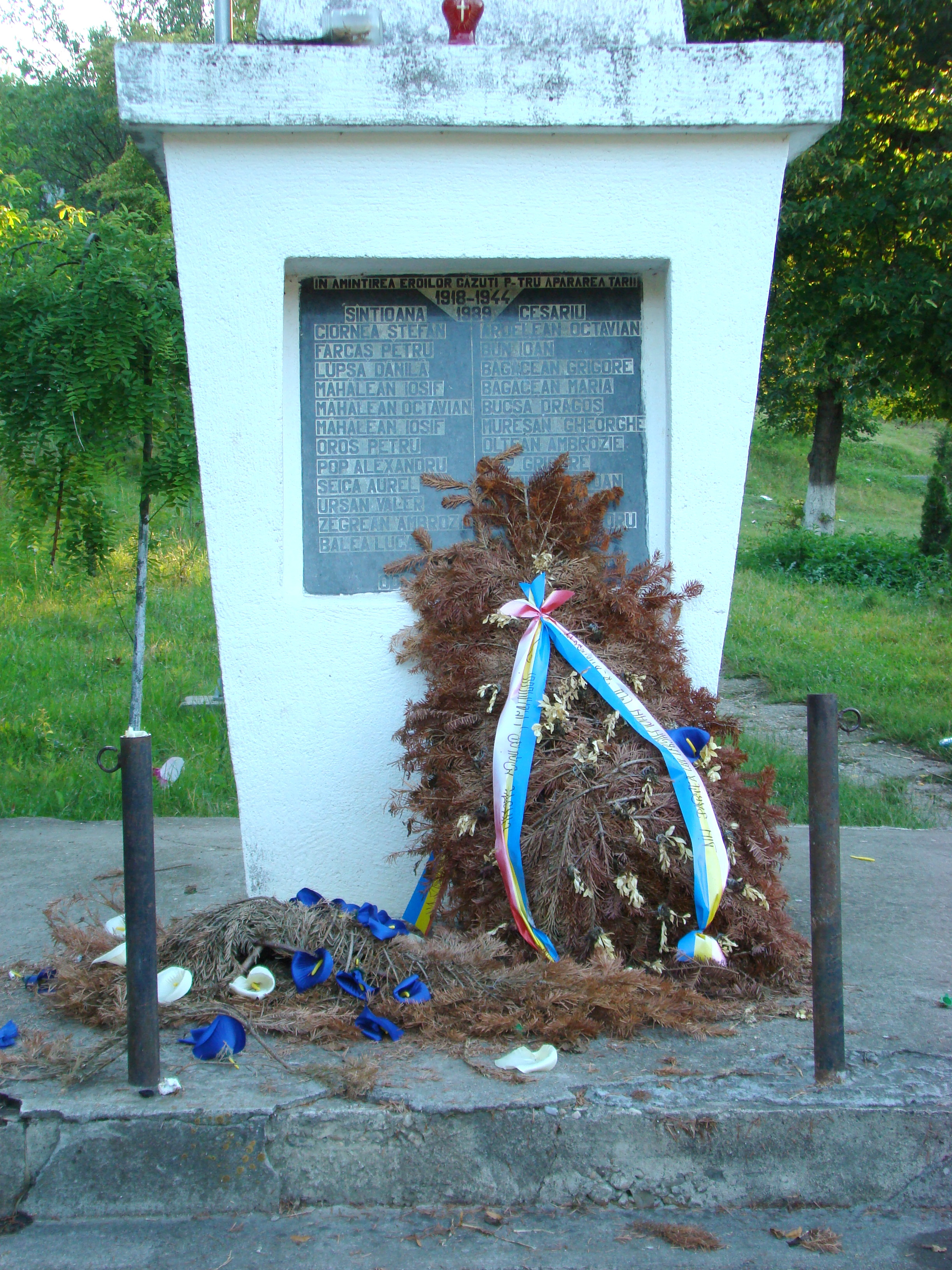
Monumentul Eroilor (detaliu)
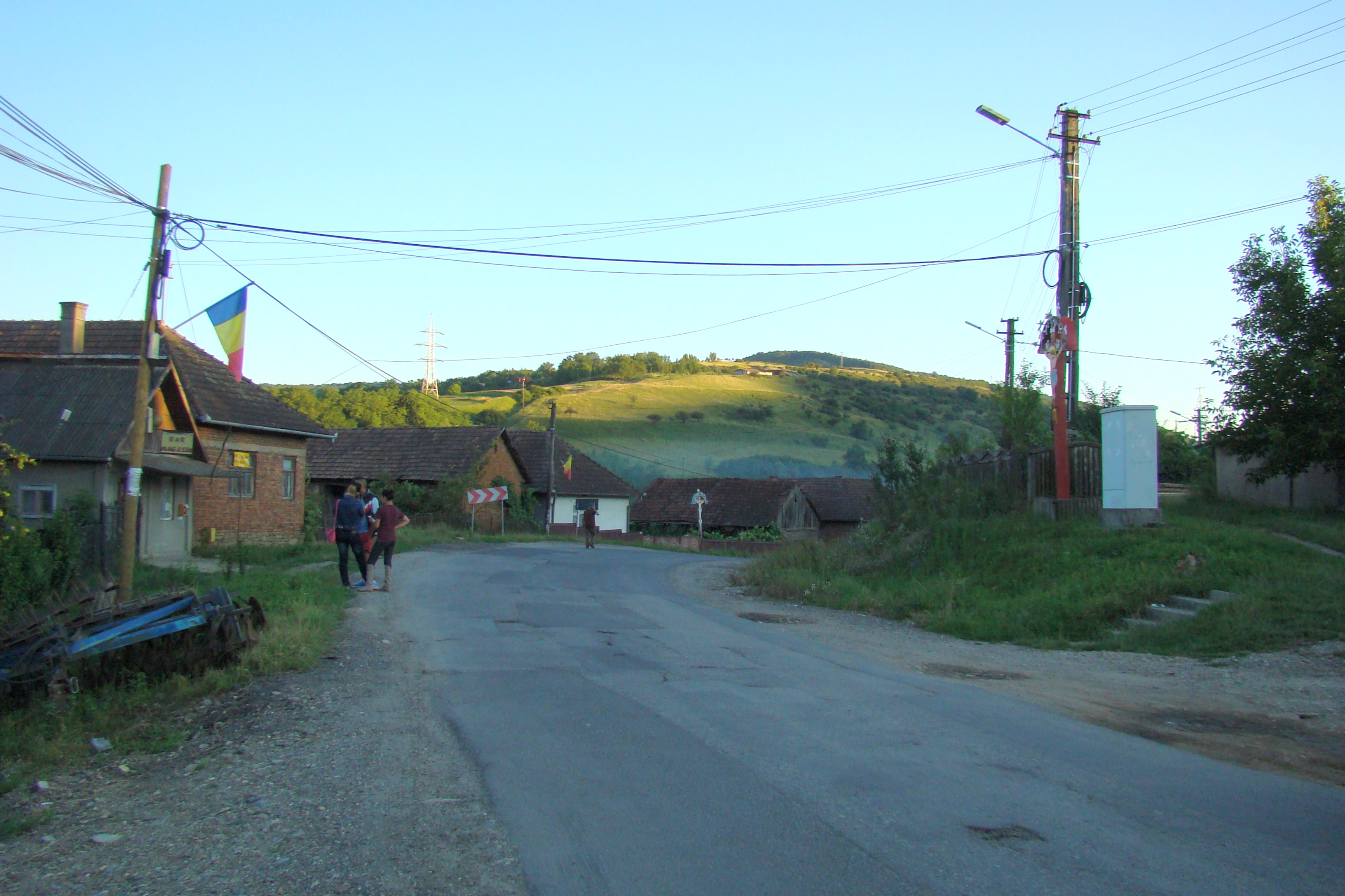
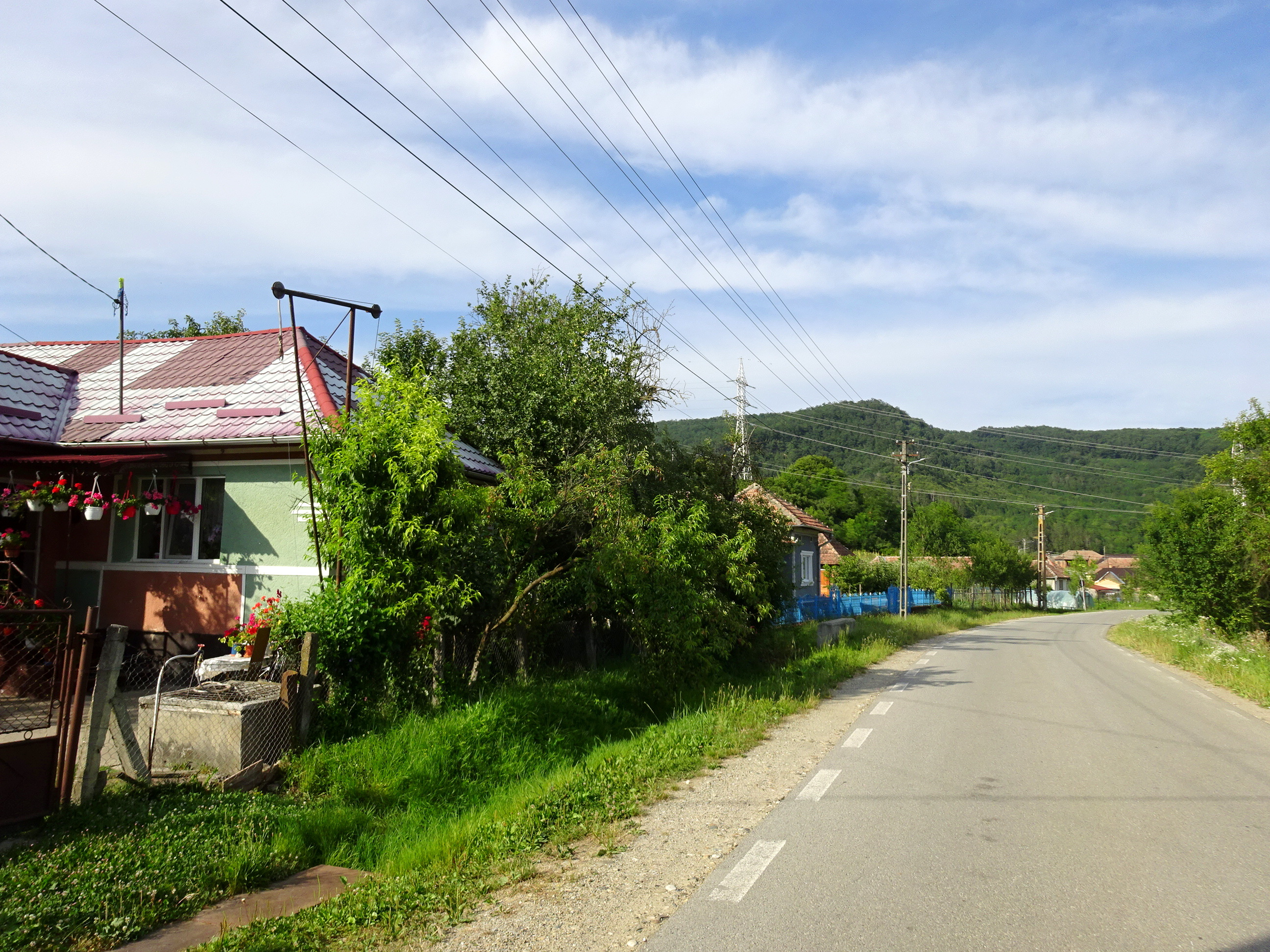
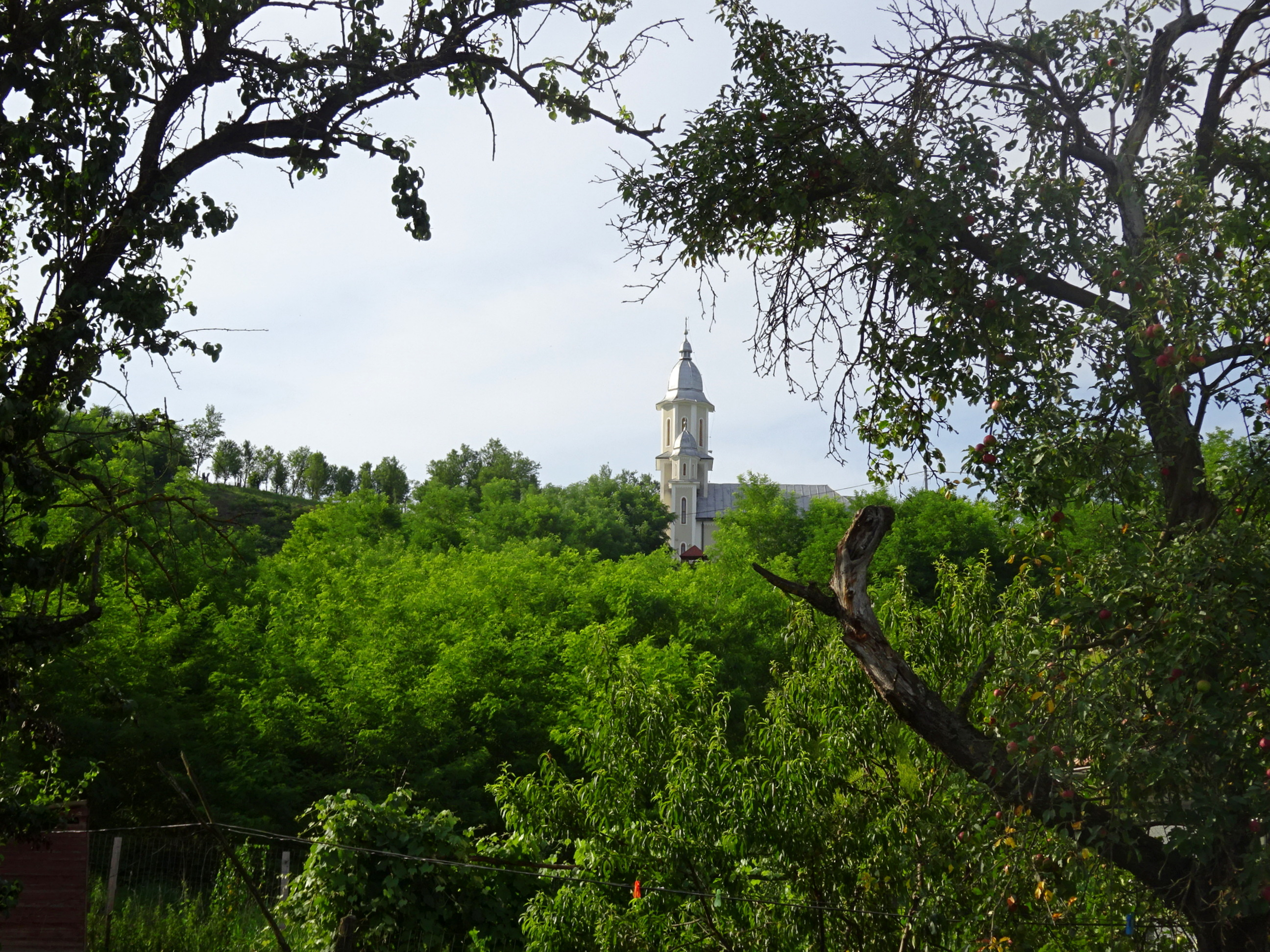
Biserica cu hramul „Sfântul Dimitrie”, construită în anul 1980